# コリンナ・ムラ
コリンナ・ムラ (Corinna Mura、本名：Corinna Wall、1909年 - 1965年8月1日) は歌手、語り手(diseuse)。『カサブランカ』(1942)で、『Tango Delle Rose』や『ラ・マルセイエーズ』を歌うギター奏者を演じた。
幼少期、両親からコロラトゥーラ・ソプラノ歌手になるための教育を受けた。フランクリン・ルーズベルトの前で歌を披露したことが三回あった。
1944年、コール・ポーターのヒットミュージカル『Mexican Hayride』に出演した。オリジナル・キャストアルバムにはムラの歌が二曲収録されている。作家・イラストレーターのエドワード・ゴーリーの継母である。
1965年、癌のためメキシコシティで亡くなった。

## フィルモグラフィー
- Call Out the Marines (1942)
- Prisoner of Japan (1942)
- カサブランカ (1942)
- Passage to Marseille (1944)
- Honeymoon (1947)
- The Helen Morgan Story (1957)